# Hisar
Hisar (o Hissar) è una città dell'India di 256.810 abitanti, capoluogo del distretto di Hisar e della divisione di Hisar, nello stato federato dell'Haryana. In base al numero di abitanti la città rientra nella classe I (da 100.000 persone in su).

## Geografia fisica
La città è situata a 29° 10' 0 N e 75° 43' 0 E e ha un'altitudine di 211 m s.l.m..

## Società

### Evoluzione demografica
Al censimento del 2001 la popolazione di Hisar assommava a 256.810 persone, delle quali 140.240 maschi e 116.570 femmine. I bambini di età inferiore o uguale ai sei anni assommavano a 33.222, dei quali 18.366 maschi e 14.856 femmine. Infine, coloro che erano in grado di saper almeno leggere e scrivere erano 181.812, dei quali 107.220 maschi e 74.592 femmine.